# Johann Heinrich Sievers
Johann Heinrich Sievers, auch Heinrich Sievers (* 17. Mai 1811 in Lübeck; † 1876 in Bern) war ein deutscher Buchhändler und Publizist.

## Leben
Sievers war der Sohn des Gutspächters und späteren Gutsbesitzers Peter Sievers. Er wuchs auf dem Gut Klein Krankow (heute Ortsteil von Bobitz) auf. Nach Abschluss seines Studiums und Promotion wurde er Buchhändler und erhielt 1845 die Konzession für eine Buchhandlung in Wismar. Dies war die zweite Buchhandlung der Stadt; sie befand sich zunächst Am Markt 17 und dann in der Krämerstraße 17.
Während der Revolution in Mecklenburg (1848) war er einer ihrer führenden Köpfe in Wismar. Er gründete 1849 das radikal-demokratische Wochenblatt Mecklenburgischen Volkszeitung. Sonntagsblatt für Stadt und Land Wismar, später Mecklenburgische Dorfzeitung. 1850 wurde er in einem Hochverrats- und Majestätsbeleidigungsprozess zu einer längeren Freiheitsstrafe verurteilt. Er entzog sich dem Antritt der Strafe durch Flucht nach England. Zuvor hatte er schon den Verlag und Die Herausgabe der Mecklenburgischen Dorfzeitung an Gustav Siedenburg übergeben, der sie bis zu ihrem Verbot am 17. Juli 1851 und seiner eigenen Emigration in die USA leitete.
Nachdem er sein Vermögen in England verloren hatte, kehrte Sievers 1860 nach Mecklenburg zurück und verbüßte seine Strafe in der Strafanstalt Bützow-Dreibergen.
Ab 1861 war er als Journalist beim Leipziger Journal und als Verfasser politischer Zeitgedichte tätig.

## Schriften
- Zehn Lieder: Manuscript für Freunde. [S.l.]: [s.n.] (Druck: Jena: Friedrich Frommann) 1844
- Die Minister in Mecklenburg-Schwerin vor dem Richterstuhle der öffentlichen Meinung. 1848
- Mecklenburger Mitbürger. 1848
- Was ist zu tun? Eine Ansprache an das Mecklenburgische Volk. 1861